# Octavio Aguilar Valenzuela
Octavio Aguilar (nacido el 14 de abril de 1958 en Ciudad de México, México con el nombre de Octavio Aguilar Valenzuela) es un conferencista, coach, consultor, autor y emprendedor mexicano que ha fungido como líder en diversas empresas y organizaciones como la Secretaría de Pesca, Condumex, GBM Atlántico, Grupo Financiero Santander, Secretaría de Desarrollo Social del Gobierno de México, Genomma Lab y PEMEX, entre otras.

## Reseña biográfica
Tiene reconocimiento como orador profesional otorgado por la LATAM Speakers Association y es creador de la metodología hazlosencillo, diseñada para simplificar y proporcionar herramientas que permiten a las personas y las empresas consolidar planes de acción alcanzables y sencillos.
Ha hecho de la simplificación de los procesos su campo de batalla, ya que considera que la creciente complejidad de los mismos en las dinámicas modernas entorpecen y burocratizan el progreso.
Se ha desempeñado como catedrático en la Universidad Iberoamericana (1981-1999) y el IPADE (Instituto Panamericano de Alta Dirección de Empresa) (1990-1992). Es licenciado en Relaciones Industriales por la Universidad Iberoamericana y tiene estudios de postgrado por las universidades de California en Berkeley, de Pensilvania en Wharton y Cornell, del CIDE, del Instituto de Empresas y de la Chicago Booth School of Business. 
Como parte de sus actividades de esparcimiento, Octavio Aguilar ha corrido y terminado un total de 13 maratones en diversas partes del mundo. Desde su juventud demostró vocación e interés en actividades docentes y comenzó a impartir clases desde 1981 en la Universidad Iberoamericana, convirtiéndose más adelante en coordinador de la carrera de Relaciones Industriales en la misma institución, además, como parte de su amplia experiencia llegó a ocupar la dirección de Recursos Humanos de la Secretaría de Pesca a los 22 años. También se desarrolló como maestro invitado en universidades en Colombia.
Hizo estudios sobre Relaciones Industriales en la Universidad Cornell y en la Universidad de California en Berkeley. También obtuvo una certificación por el Instituto de Empresas de España en 2017.

## Publicaciones destacadas
Los aprendizajes obtenidos a través de su recorrido en puestos directivos en el sector privado, entre los que destacan Banco del Atlántico, Banco Santander y Genomma Lab, además de la experiencia en el sector público en empresas como SEDESOL y PEMEX, nutrieron su visión empresarial, dando pie a su labor como consultor, la que ha desempeñado en más de 20 países y le ha permitido publicar dos libros de manera independiente: Políticamente incorrecto, notas de viaje (2016) y Accountability: Hazlosencillo, Asumir responsabilidad personal y activa por los resultados que tengo que lograr (2022).

## hazlosencillo
El autor y conferencista ha hecho especial énfasis en la cultura de la responsabilidad (accountability), una estrategia en la que el individuo es el único y más importante partícipe en la toma de decisiones de su vida personal y su vida profesional, abandonando las tendencias de victimización y delegación de obligaciones y responsabilidades tan frecuentes en los equipos de trabajo grandes y en las empresas y organizaciones en crecimiento.
Esta metodología se puede ejemplificar mediante la división de dos tipos de organizaciones e individuos: Aquellos que dan resultados y aquellos que dan excusas o que argumentan para enmascarar su responsabilidad.
El resultado de 30 años de trabajo, investigación y acción de campo es un sistema que propone una transformación a partir de la apropiación del sentido de participación y responsabilidad, de manera que las cabezas de las organizaciones tienen el deber moral de empoderar a sus colaboradores o empleados por medio de las herramientas y el conocimiento que les permita funcionar de manera independiente dentro del engranaje de un proyecto.
Parte de la genética de hazlosencillo consiste en liberar al individuo de la personalidad de víctima, en la que constantemente asume que los factores externos son los culpables de sus fallas y problemas, sin reflexionar en todo lo que está a su alcance para contrarrestar la situación.